# サンリンソウ
サンリンソウ（三輪草、学名:Anemone stolonifera）は、キンポウゲ科イチリンソウ属の多年草。

## 特徴
地下に太く短い根茎をもつ。根出葉は3出複葉で、側小葉はさらに2深裂する。茎につく葉は3枚が輪生し、3深裂し、裂片の縁は欠刻する。同属のニリンソウが輪生する茎葉に葉柄がないのに対して、本種は短い柄をもつ。また、ニリンソウにみられる葉の小さな斑がない。花茎は高さ15-30cmになり、6-7月に、白い花弁状の萼片を持つ花をつける。花は径1.5cmで、萼片は5枚ある。煮沸で有毒物質を抜いて食用にしているニリンソウに似ているが、有毒成分が多く含有する為に、食用には向かないので、誤認を起こさない様にしなければならない。
1本の茎から3輪の花茎が伸びることが和名の由来となっているが、必ずしも3輪とは限らず、1-4輪つく。根茎で増え、匐枝をだして繁殖するため、群落を作ることが多い。

## 分布と生育環境
日本では北海道、本州の中部地方以北に分布し、亜高山帯やブナ帯の森林の林縁や林床に生育する。アジアでは朝鮮、中国（東北地方）の温帯上部から亜寒帯に分布し、台湾の山岳部に隔離分布する。

## 下位分類
- ヤエザキサンリンソウ Anemone stolonifera Maxim. f. plena (Honda) Okuyama

## ギャラリー
- 輪生する茎葉に葉柄がある。
- 花
- 葉
- 蕾